# バーナム効果
バーナム効果（バーナムこうか、英語: Barnum effect）とは、星座占いなど個人の性格を診断するかのような準備行動が伴っているため、誰にでも該当するような曖昧で一般的な性質を表す記述を、自分、もしくは自分が属する特定の特徴を有する集団だけに当てはまる性質だと捉えてしまう心理学的な現象である。

## 概要
1956年にアメリカ合衆国の心理学者のポール・ミールが、興行師のP・T・バーナムの "we've got something for everyone"（誰にでも当てはまる要点という物が存在する。）という言葉に因んで名付けた。アメリカ合衆国の心理学者バートラム・フォアラー名をとってフォアラー効果（英語: Forer effect）とも呼ぶ。被験者に何らかの心理検査を実施した上で、その検査結果を無視して、事前に被験者の検査結果とは無関係に用意した「あなたはロマンチストな面を持っています」「あなたは快活に振舞っていても、心の中で不安を抱えている事が有ります」などといった多くの者達に該当する性質を、診断結果として被験者に知らせた場合に、被験者の多くが自分の診断は適切だと感じてしまう。この現象を「バーナム効果」と呼んでいる。

## フォアの実験
1948年に、フォアは学生達に性格について心理検査を実施し、その検査の結果に基づく分析と称して下記の文を与えた。

- あなたは他人から好かれたい、賞賛して欲しいと思っており、それにかかわらず自己を批判する傾向にあります。
- また、あなたは弱みを持っている時でも、それを普段は克服できます。
- あなたは使われず活かしきれていない才能を、かなり持っています。
- 外見的には規律正しく自制的ですが、内心ではくよくよしたり不安になる傾向が有ります。
- 正しい判断や正しい行動をしたのかどうか真剣な疑問を持つ時が有ります。
- あなたはある程度の変化や多様性を好み、制約や限界に直面した時には不満を抱きます。
- その上に、あなたは独自の考えを持っている事を誇りに思い、充分な根拠も無い他人の意見を、聞き入れる事はありません。
- しかし、あなたは他人に自分の事をさらけ出し過ぎるという行為も、賢明ではないという事実にも気付いています。
- あなたは外向的・社交的で愛想が良い時も有りますが、その一方で内向的で用心深く遠慮がちな時も有ります。
- あなたの願望の中には、やや非現実的な傾向の物も存在します。

この文章をフォアは、星座占いの文章を組み合わせて作文したのであった。フォアは学生達に、こうして作文した分析が、どれだけ自分に当てはまっているかを、0（全く異なる）から5（非常に正確）の段階で、それぞれに評価させた。この評価の平均点は、4.26であった。その後、フォアはどの学生にも上記のような全く同じ分析を与えていたと種明かしを行った。

## 効果の影響の変化
次のような条件を満たす時に、被験者はテストの正確さにより高い評価を与える事が、後の研究で判明した。
- 被験者がその分析は、自分にだけに適合すると信じている。
- 被験者が、評価者の権威を信じている。
- 分析結果が、前向きな内容ばかりである。

詳しくは、下記文献リストにあるディクソンとケリーによる1985年の論文を参照。

## 文献
- Forer, B. R.（1949）. The fallacy of personal validation: A classroom demonstration of gullibility. Journal of Abnormal and Social Psychology, 44, pp.118-123.
- Ulrich, R.E., Stachnik, T.J., & Stainton, S.R.（1963）. Student acceptance of generalized personality interpretations.  Psychological Reports, 13, pp.831-834.
- Dickson, D. H. and Kelly, I. W.（1985）. The 'Barnum Effect' in Personality Assessment: A Review of the Literature. Psychological Reports, 57, pp.367-382.

## 関連書籍
- 村上宣寛『「心理テスト」はウソでした。』日経BP社、2005年。ISBN 9784822244460。